# Hotagens kyrka
Hotagens kyrka är en kyrkobyggnad i Krokoms kommun. Den är församlingskyrka i Föllingebygdens församling, Härnösands stift. Kyrkan ligger utmed länsväg 340 nära sjön Hotagen. En kilometer norr om kyrkan ligger kyrkbyn Hotagen.

## Kyrkobyggnaden
Ett litet träkapell på platsen uppfördes 1795. Nuvarande stenkyrka uppfördes åren 1851–1861 av murmästare Ivar Pålsson och byggmästare Olof Ersson efter ritningar av arkitekt Ludvig Hawerman. Kyrkan består av långhus med rakt kor i öster och smalare torn i väster. Öster om koret finns en vidbyggd sakristia. Långhus och sakristia täcks ett svart förzinkat plåttak som lades 1989. Tidigare var taket täckt med spån. Tornet har en karnissvängd huv, lanternin och spira som är klädda med kopparplåt. Spiran kröns av ett förgyllt kors på glob.

## Inventarier
- Altaruppsats och predikstol är tillverkade 1861 av Johannes Edler.
- Altartavlan är utförd 1951 av Osmo Isaksson.
- Dopfunten av trä är tillverkad 1922. Funten har marmoreringsmålning i gråvitt och guldmålad dekor i form av bladornamentik på cuppan.
- Orgeln är byggd 1952 av orgelfirman E. A. Setterquist & Son Eftr. i Örebro, och har 14 stämmor fördelade på två manualer och pedal.

### Webbkällor
- byggnadspresentation